# Gmina Lumas
Gmina Lumas (alb. Komuna Lumas) – gmina położona w środkowej części Albanii. Administracyjnie należy do okręgu Berat w obwodzie Berat. W 2011 roku populacja gminy wynosiła 3981, 1980 kobiet oraz 2001 mężczyzn, z czego Albańczycy stanowili 88,41% mieszkańców.
W skład gminy wchodzi trzynaście miejscowości: Lumasi, Luzaj, Pëllumbas, Katundas, Zelevizhda, Belesova, Mendraku, Sheqëz, Bardhaj, Pashtraj, Vodëz, Krekëz, Koritëz.